# Heart and Soul (álbum de Joy Division)
| Críticas profissionais | Críticas profissionais |
| Avaliações da crítica  | Avaliações da crítica  |
| Fonte                  | Avaliação              |
| ---------------------- | ---------------------- |
| All Music Guide        | link                   |

Heart and Soul é um box set da banda britânica de pós-punk Joy Division, lançado em Dezembro de 1997. Esse box reúne praticamente tudo que a banda gravou em sua curta existência. Os discos 1 e 2 contém, além dos dois álbuns de estúdio da banda completos, Unknown Pleasures e Closer, faixas lançadas em single e outras presentes em compilações com outros artistas. Os discos 3 e 4 contém raridades e gravações ao vivo. Todas as faixas foram digitalmente remasterizadas.

## Faixas
Todas as faixas por Joy Division

### Disco 1 - Unknown Pleasures Plus
1. "Digital" – 2:53
2. "Glass" – 3:56
3. "Disorder" – 3:31
4. "Day of the Lords" – 4:49
5. "Candidate" – 3:05
6. "Insight" – 4:28
7. "New Dawn Fades" – 4:48
8. "She's Lost Control" – 3:56
9. "Shadowplay" – 3:55
10. "Wilderness" – 2:38
11. "Interzone" – 2:16
12. "I Remember Nothing" – 5:56
13. "Ice Age" – 2:25
14. "Exercise One" – 3:08
15. "Transmission" – 3:37
16. "Novelty" – 4:01
17. "The Kill" – 2:16
18. "The Only Mistake" – 4:19
19. "Something Must Break" – 2:53
20. "Autosuggestion" – 6:10
21. "From Safety to Where...?" – 2:27

### Disco 2 - Closer Plus
1. "She's Lost Control" (12" version) – 4:57
2. "Sound of Music" – 3:55
3. "Atmosphere" – 4:11
4. "Dead Souls" – 4:57
5. "Komakino" – 3:54
6. "Incubation" – 2:52
7. "Atrocity Exhibition" – 6:05
8. "Isolation" – 2:52
9. "Passover" – 4:46
10. "Colony" – 3:55
11. "A Means to an End" – 4:07
12. "Heart and Soul" – 5:51
13. "Twenty Four Hours" – 4:26
14. "The Eternal" – 6:07
15. "Decades" – 6:13
16. "Love Will Tear Us Apart" – 3:27
17. "These Days" – 3:26

### Disco 3 - Raridades
1. Warsaw" – 2:26
2. "No Love Lost" – 3:42
3. "Leaders of Men" – 2:34
4. "Failures" – 3:44
5. "The Drawback" (Demo) – 1:46
6. "Interzone" (Demo) – 2:11
7. "Shadowplay" (Demo) – 4:10
8. "Exercise One" (Peel Session) – 2:28
9. "Insight" (Demo) – 4:05
10. "Glass" (Demo) – 3:29
11. "Transmission" (Demo) – 3:51
12. "Dead Souls" (Outtake) – 4:55
13. "Something Must Break" (Rough Mix) – 2:53
14. "Ice Age" (Demo) – 2:36
15. "Walked in Line" (Rough Mix) – 2:46
16. "These Days" (Piccadilly Radio Session) – 3:27
17. "Candidate" (Piccadilly Radio Session) – 1:57
18. "The Only Mistake" (Piccadilly Radio Session) – 3:43
19. "Chance (Atmosphere)" (Piccadilly Radio Session) – 4:54
20. "Love Will Tear Us Apart" (Peel Session) – 3:22
21. "Colony" (Peel Session) – 4:03
22. "As You Said" – 2:01
23. "Ceremony" (Demo) – 4:57
24. "In a Lonely Place (Detail)" (Demo) – 2:26

### Disco 4 - Ao vivo
1. "Dead Souls" (live) – 4:17
2. "The Only Mistake" (live) – 4:04
3. "Insight" (live) – 3:48
4. "Candidate" (live) – 2:03
5. "Wilderness" (live) – 2:27
6. "She's Lost Control" (live) – 3:38
7. "Disorder" (live) – 3:12
8. "Interzone" (live) – 2:03
9. "Atrocity Exhibition" (live) – 5:52
10. "Novelty" (live) – 4:27
11. "Autosuggestion" (live) – 4:05
12. "I Remember Nothing" (live) – 5:53
13. "Colony" (live) – 3:53
14. "These Days" (live) – 3:38
15. "Incubation" (live) – 3:36
16. "The Eternal" (live) – 6:33
17. "Heart and Soul" (live) – 4:56
18. "Isolation" (live) – 3:09
19. "She's Lost Control" (live) – 5:30